# 利玛窦
利玛窦（義大利語：Matteo Ricci，1552年10月6日—1610年5月11日），号西泰，又号清泰、西江，天主教耶稣會意大利籍神父、传教士、学者。明万历十一年（1583年）前往中國居住。在明朝颇受士大夫的敬重，尊称为“泰西儒士”。他是天主教在華传教的开拓者之一，也是第一位阅读中国文学并对中国典籍进行钻研的西方学者。他除传播天主教教义外，还广交中国官员和社会名流，传播西方天文、数学、地理等科学技术知识。他的著述不仅对中西交流作出了重要贡献，对日本和朝鲜半岛上的国家认识西方文明也产生了重要影响。
1984年獲得天主之僕稱號。2022年教宗方濟各宣布利玛窦為可敬者。天主教馬切拉塔教區于2011年開始對耶稣会士利玛窦神父列真福品进行审理。

## 生平

### 成为耶稣会士
明嘉靖三十一年九月十九日（1552年10月6日）利玛窦出生於教宗国马切拉塔城（現屬意大利马尔凯大区）。那時尚是文藝復興時期，半島上城邦林立，他的家族经营利氏藥房，是当地的名门。利玛窦在当地一所耶稣会开办的中学学习，他的父亲一直很担心利玛窦加入耶稣会。
利玛窦十六岁来到罗马，在圣汤多雷亚的学院学习预科，并於隆慶五年（1571年）的聖母升天節那天加入了耶稣会。次年，在耶稣会主办的罗马学院学习哲学和神學，并师从数学家克拉乌学习天算，其时范礼安也是他的老师。在这段时期，他还学会了拉丁文和希腊语，而且也会使用葡萄牙語和西班牙语。

### 印度之旅
万历五年（1577年）利玛窦获准赴遠東传教。次年二月十七日（1578年3月24日）利玛窦从里斯本出发乘船，和其他14名耶稣会士一起前往印度传教。一路上绕过好望角，途经莫桑比克，经过6个月的航行，终於在9月13日到达印度果阿——葡萄牙在亚洲最重要的殖民地。路途非常辛苦，在到达果阿前，船上来自莫桑比克的400名奴隶死了13名。
利玛窦在来到印度之前，由於沙勿略之前对印度的赞美以及教会的神化，他所听说的印度非常令人神往，在这里传教也比较容易。但是现实的反差令他大惑不解。万历八年（1580年）他在给耶稣会的历史学家玛菲用葡萄牙语写的信中说道：“查看一下有关印度、日本的注释书和地图类，会发现明显的谬误比比皆是。”但是耶稣会在日本佈教非常顺利，而且在印度还发现了基督教聶斯脫里派（景教）的信徒。这使得利玛窦他们在精神上非常振奋。
利玛窦在印度和交趾支那传教四年。其间在果阿的神学院还学习了人文学科，在同年六月十五日（1580年7月26日）晋升为司铎后，又学习了神学。他在印度认识到，应该允许当地人也学习哲学、教理和神学等欧洲文化，并且写信给耶稣会总部提出了这个问题。他认为：“如果阻拦他们与他人为伍担任职务——通过学问而出人头地——，我担忧他们会憎恨我们，而我们耶稣会在印度的主要目的，感化异教徒使他们皈依我们神圣信仰的使命，将会化为泡影。”这也是利玛窦进入明朝后所持的态度，並終其一生一直維持這個看法。羅光所写的《利玛窦传》中说，这是“他能赢得我国士大夫的尊敬亦以此精神故。”

### 中国之行

#### 到达澳门，住入广州
万历九年（1581年）罗明坚神父向东方总巡察使范礼安举荐了利玛窦。次年，利玛窦应召前往中国传教，8月7日到达澳門。
传教士想以中文著述天主教教义来吸引明朝官民，“练习用他们的语言写作，作为一种吸引捕捉他们心灵的手段。”因此他们先在澳门努力學習中文。他脱下洋装，换上漢服，同時学习兩種近代漢語——近代南京官话和近代粤语廣府話，还阅读大量中文书籍。利玛窦对完全与拼音文字不同的汉字感到兴奋。此外，在澳门的时候正好有來自日本的天正遣歐使節團路过，利玛窦趁此机会还学了一点日语。
利玛窦在广州住在怀远驿，在这期间结识了南京礼部尚书王弘誨，为表敬意赠予王尚书一册世界地图。到了萬曆十年八月二十四日（1582年9月10日）他沿西江来到肇庆，见这湖光山色，民众宽厚，便立定主意留下来，开展传教。

#### 落脚肇庆
万历十一年（1583年）利玛窦获准與羅明堅神父入居广东肇庆，获得两广总督郭應聘制台和肇庆知府王泮太守（正式官名是知府）的接待。。他们对中国官员自称来自“天竺”，致使中国人以为他们是佛教徒。利玛窦解释来中国的原因：「我們是從遙遠的西方而來的教士，因為仰慕中國，希望可以留下，至死在這裏侍奉天主。」他不敢直接回答傳教的目的，否則他可能會被驅逐。为了传教，他們从西方带来了许多用品，比如圣母像、地图、星盘和三稜鏡等。其中还有欧几里得《几何原本》，利玛窦更组织当地几位知识界人士共同译出汉文版，先后在廣州、韶关等地讲授。这是中国人研究西欧几何学的开端。利玛窦还将交流思想和学术经验的心得和知识作成《天学实践》一书。利玛窦帶來的各種西方的新事物，吸引了眾多好奇的中國人。特別是他帶來的地圖，令中國人眼界大開。
这一年的8月在肇庆建立了僊花寺，开始传教工作。起初傳教十分低調。神父们行事小心谨慎，主要精力都在学习汉语和中国的礼节习俗，以博得中国人，尤其是官员们的信任。他们身穿佛教僧侣的服饰，认为这样能够博得人们的好感，而且他们也觉得这与天主教神父的装束相差不大。这也使中国人更加相信他们是远道而来的僧人。他们在这里挂上了圣母玛利亚的画像，许多士人官吏，甚至僧人都来跪拜，他们感到非常兴奋。但是从中国人的角度来讲，这更多是出於礼节性的，而没有宗教意义。也有记述说，他们担心中国人看到聖母玛利亚的画像会误认为基督教的神是女性，而改挂了基督像。
萬曆十二年（1584年）利瑪竇繪製了《大瀛全圖》。利玛窦利用解釋各種西方事物的機會，同時介紹了他們的天主教信仰。他们翻译了《十誡》、《天主經》和《圣母赞歌》，以及《教理问答书》。很快亦有中國人對天主教產生興趣。於是利玛窦開始派發罗明坚撰写的《天主实录》，以中文解釋天主教的教義。许多中国人都对这部书产生了很大的兴趣。但是无论如何，无论是“僊花寺”的创立，还是《天主实录》的刊行，中国人始终是把它当作佛教的一個派系而已，中国人对於基督教还没有多少实质的认识。

#### 到韶州

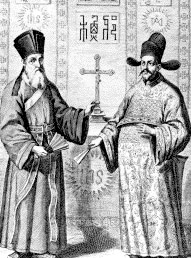
《中國圖說》内利玛窦（左）和徐光启（右）的插图，銅版畫，貝特曼檔案館（The Bettmann Archive）藏。

万历十七年（1589年）夏天，廣東新任總督劉繼文將利玛窦所住的西式建築據為己有，並以利瑪竇的宗教為「邪教」，把他驅逐出肇慶境域，於是利玛窦移居韶州。在韶州的时候，利玛窦遇到了一次意外。他们遇上了强盗打劫，虽然利玛窦受了一点伤，但是幸好他们吓退了强盗，而且这些强盗很快就被逮捕归案。在韶州期间，另外一个不幸是利玛窦的两名部下相继逝世。万历十九年（1591年）麦安东神父逝世；万历二十一年（1593年）石方西神父也辞世了。而另外一名罗明坚神父则早已返回了欧洲，现在只剩下利玛窦一人从事在中国的传教事业。感到欣慰的是，他在肇庆结识的士人瞿汝夔成为了他的好友和弟子，还帮助利玛窦翻译了欧几里得《几何原本》的第一卷。藉着瞿汝凌的宣传，以及赠送高官们利瑪竇自己製作的天體儀、地球儀和計時用的日晷等西洋物品，利玛窦的名声逐渐在当地的达官贵人中传开，其间他还被瞿汝夔的朋友邀请去了一趟南雄。
在韶州，利瑪竇攻读《四书》，并首次将之译为拉丁文。而通过与瞿汝夔和其他许多中国上流社会人士的接触，利玛窦才知道佛教僧侣装扮在当时的中国社会并不受到尊重，社会地位比较低下。为了更方便与中国的官员交往，在徵得范礼安的同意后，从万历二十二年（1594年）起，利玛窦开始蓄发留鬚，并穿起了当时儒士的服装。

#### 到南昌

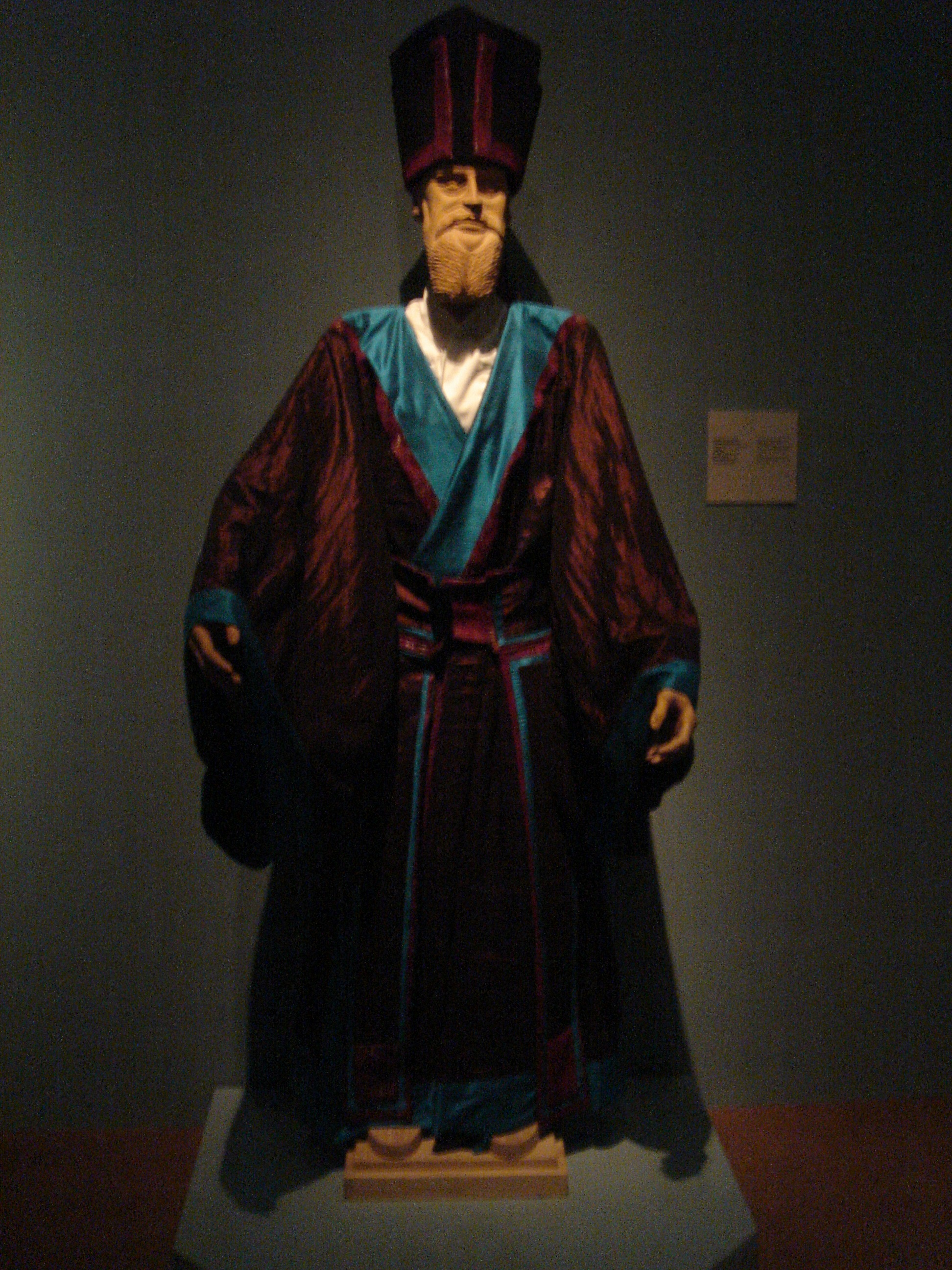
利玛窦在韶州时所穿的儒服，藏于意大利马切拉塔艺术学院

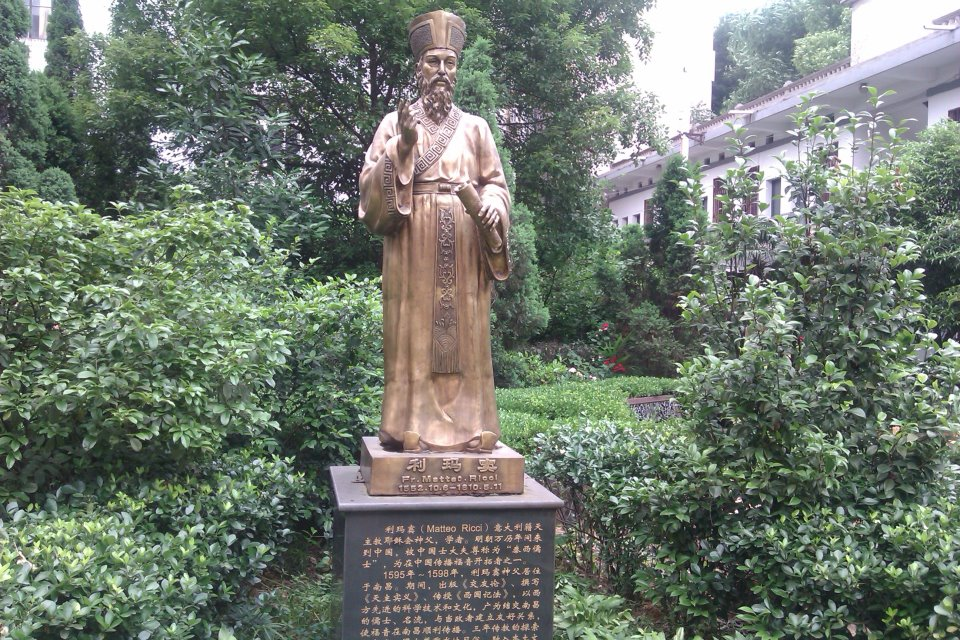
利玛窦塑像，位于天主教南昌总教区主教座堂

万历二十三年（1595年）利玛窦借口为一位北上任职官员之子治病，而获得了去南京的机会。但是到了南京以后，利玛窦陪同的官员对他逐渐失去了兴趣，利玛窦只好自己设法留在南京。然而这一次失败了。他只好折返南昌，并获得批准在此居住。万历二十四年（1596年9月22日）利玛窦成功的预测了一次日食，使他很快成为了一个有名的人物，期间结交了章潢等儒士权贵，曾登堂讲学于白鹿洞书院，并受到建安王朱多㸅的热情款待。他在写给耶稣会的报告中解释了自己出名的理由：一是因为当地从没有见过外国人；二是利玛窦的记忆力非常好，以至於许多中国人都想学习，他也因此用汉语写了一本《西国记法》的书来介绍他的记忆方法；三是他能够运用四书五经来宣讲基督教的教义；四是他的自然科学知识；五是传说他会炼金术；六是有人向他求教基督教。另外在这一年利玛窦为了练习用汉语写文章，写了一部谈论友情的著作《交友论》而意外的获得士人的欣赏。
万历二十四年（1596年）利玛窦被范礼安任命为耶稣会中国教区的负责人，由利玛窦全权负责在中国的传教活动。并且指示利玛窦想办法到北京去觐见中国的皇帝，以达到在中国传教的有力保障。而且还从澳门送去了许多准备送给中国皇帝的礼物。

#### 到南京
接受了新任务的利玛窦开始策划北京之行。没过多久，他就联系了北上任南京礼部尚书的王弘誨一起带他去南京，而且王弘誨还表示要带他去北京。於是万历二十六年五月二十二日（1598年6月25日）利玛窦与另一位郭居静神父同王忠铭一起离开南昌奔赴南京。7月初，他们一行到达南京，9月7日抵达北京。但当时正值日本侵犯朝鲜，爆發萬曆援朝之役，利玛窦作为外国人无法在北京久留，而且又遇到了财政上的困难，仅住一个多月便只好返回，次年正月十一日（1599年2月6日）再度到達南京。
在南京居住期间，利玛窦通过瞿汝夔的帮助，结交了不少名士，如南京礼部侍郎叶向高、思想家李贽、徐光启等。当然这主要还是人们对於他的自然科学知识的倾慕。值得一提的是，在南京利玛窦还与大报恩寺僧釋洪恩进行辩论，在这次辩论中，利玛窦凭借其科学性的思辨明显占了上风。他还在正阳门（今光华门）内洪武岗西崇礼街（今尚书巷）建成中國第四座天主堂，他在城西罗寺转湾的住址后来也成为著名的天主堂——石鼓路天主堂。这些活动使南京成为中国天主教史上最重要的传教中心之一。

#### 長住北京

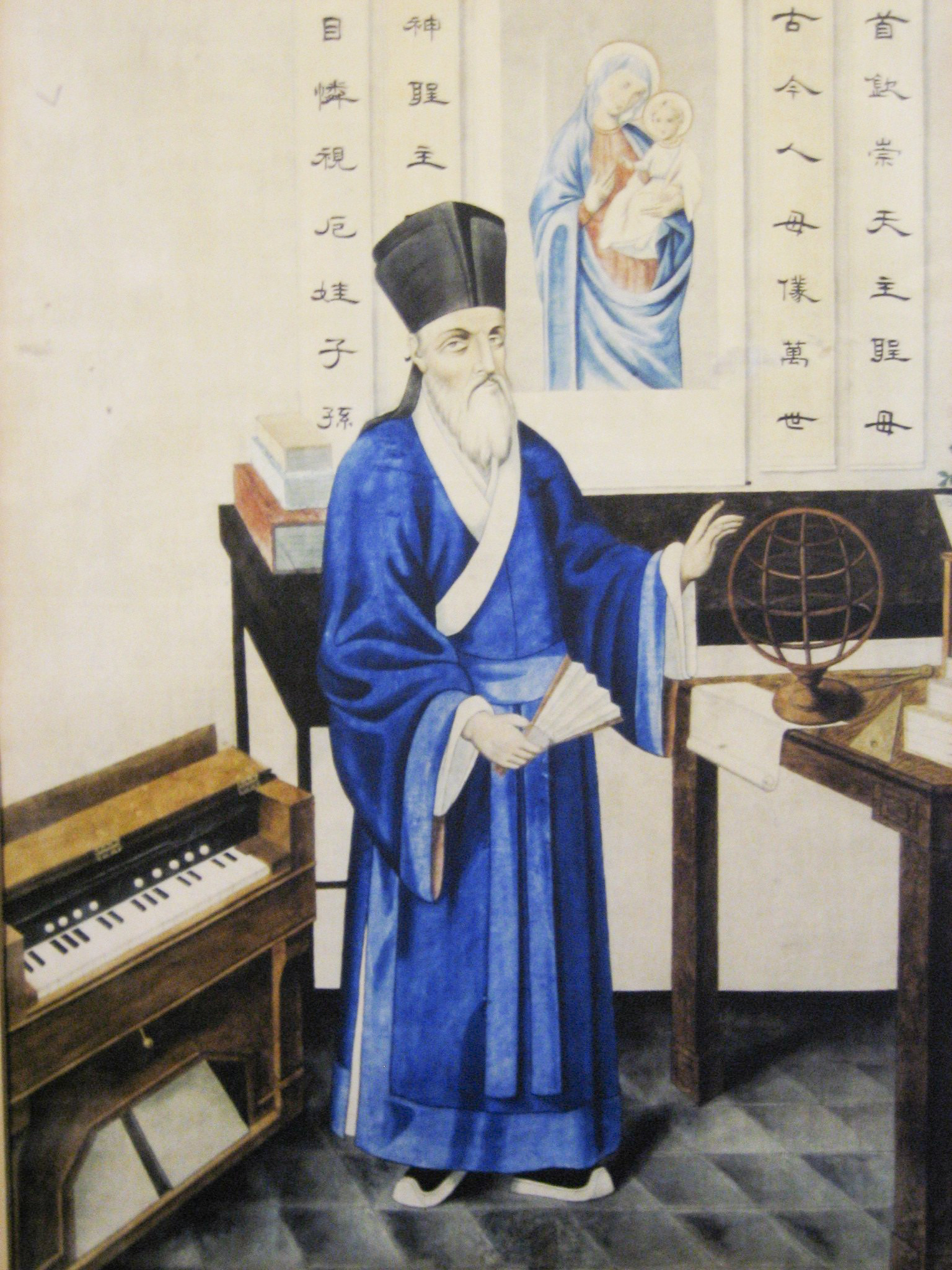
利玛窦像，1915年，水彩畫，土山灣畫館

万历二十八年四月初六日（1600年5月18日）利玛窦带着庞迪我神父和准备好献给皇帝的礼物再度赴京，并於同年十二月二十一日（1601年1月24日）抵达北京。进呈自鸣钟、《圣经》、《坤舆万国全图》、大西洋琴等方物，得明神宗信任。同年，明神宗下诏允许利玛窦等人长居北京。但中国的朝廷根本没有注意到，利玛窦长住北京的目的是为了传播天主教。
之後利玛窦在北京以豐富東西學識，結交中國的士大夫。常與賓客談論天主、灵魂、天堂、地獄。同時編撰新書，包括以中文寫成的《二十五言》等，得到不少中國知識分子的尊重。史冊記載：「自瑪竇入中國後，其徒來益眾」。到了万历三十三年（1605年），北京已有200人信奉天主教，當中有數名更是公卿大臣。这当中最著名的，也是后来影响最大的是进士出身的翰林徐光启。
万历三十八年閏三月十九日（1610年5月11日）利玛窦病逝於北京，享年58岁。赐葬於平则门外的二里沟滕公栅栏。逝世前指定龍華民接任教會中職務。

### 身后之事

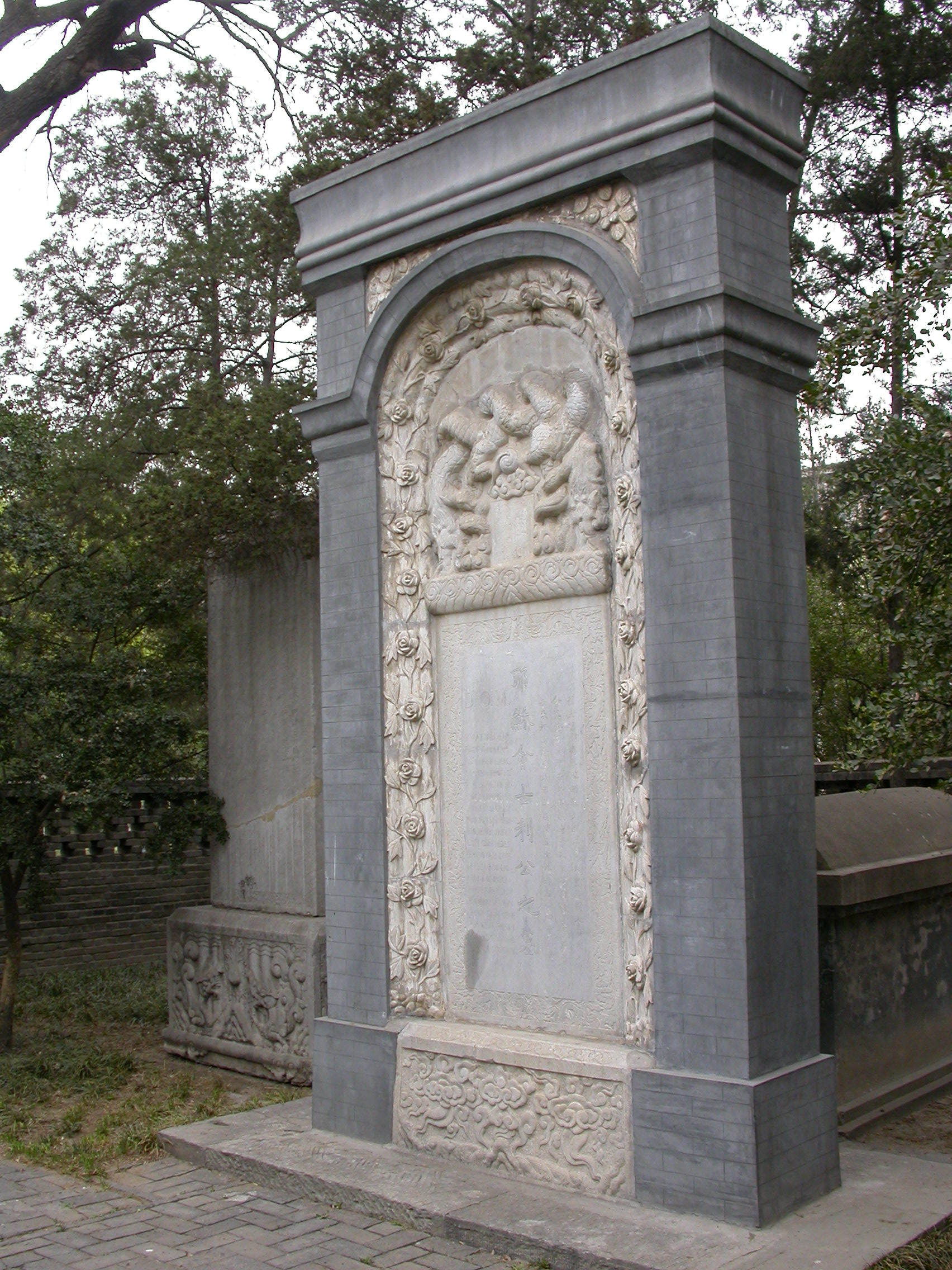
利玛窦墓碑

依照明朝的惯例，客死中国的传教士必须迁回澳门神学院墓地安葬。1610年5月利玛窦病逝於北京后，其他传教士和利玛窦受洗的教徒都希望可以得到皇帝的恩准，让利玛窦安葬於北京，藉此来认可教会和天主教在中国的合法存在。为此，耶稣会士庞迪我神父向万历皇帝上呈奏疏，希望能破例赐地埋葬利玛窦。庞迪我在奏章里称：
|  | 利玛窦以年老患病身故，情实可怜。况臣利玛窦自入圣朝，渐习熙明之化，读书通理，朝夕虔恭，焚香祝天，颂圣一念，犬马报恩忠赤之心，都城士民共知，非敢饰说。生前颇称好学，颇能著述。先在海邦，原係知名之士；及来上国，亦为缙绅所嘉。臣等外国微臣，悲其死无葬地，泣血祈恳天恩，查赐闲地亩余、或废寺闲房数间，俾异域遗骸得以埋瘗；而臣等见在四人，亦得生死相依，恪守教规，既享天朝乐土太平之福，亦毕蝼蚁外臣报效之诚。 |

虽然朝廷中有人反对，但该事在内阁大学士叶向高等人的多方努力下，还是很快得到了万历皇帝的照准。1611年，由徐光启主持，万历皇帝赐利玛窦安葬於平则门外二里沟的滕公栅栏，教会无需付款便可拥有这份产业。至19世纪末，安葬於滕公栅栏的欧洲传教士已逾百名。1900年，墓地被义和团砸毁，墓穴被掀，碑石被砸；其后清政府依《辛丑条约》出资重修了被毁墓地，而且还立了一块道歉的石碑。20世纪初，此地已经成为天主教的公共墓地。墓地面积也不断扩大。至中华人民共和国成立，栅栏墓地已先后埋葬了数百名西方传教士，成为明清以来西方传教士在东方安息的一个最为集中的所在。
1949年，中华人民共和国成立之后，外国神父鉴于当时的政治环境被迫撤离了中国。1954年，墓地内的墓碑只有利玛窦、汤若望、南怀仁三块依照政务院文化教育委员会宗教事务处的指示被保留在原地。文化大革命期间，利玛窦墓碑被紅衛兵平埋於地下，使其「永世不得翻身」。1973年，马尾沟教堂被拆，墓碑更是无人照管。1978年10月，邓小平、李先念等五位中共中央领导「批准」重修利玛窦墓。1979年后，墓地得到了修复，并列入了北京市文物保护单位。
利玛窦墓现位於北京西城区阜成门外的中共北京市委党校院内。
如今公墓东边墓碑数十块。西边有墓碑三块：面向墓穴，中间为利玛窦，左右首分别为汤若望、南怀仁。利玛窦的墓碑上刻着“耶稣会士利公之墓”，拉丁文、漢文並列：
|  | 利先生，讳玛窦，号西泰，大西洋意大里亚国人。自幼入会真修，明万历壬午年航海首入中华衍教。万历庚子年来都，万历庚戌年卒，在世五十九年，在会四十二年。 |

## 成就

### 傳播西學
中国在唐朝時曾一度流行基督教的聶斯脫里派（景教），元朝时天主教进入中国，但是到了明朝建立以後，中國基本上已沒有基督徒。利玛窦可以说是天主教在中国传教的开创者之一。他成功在北京覲見皇帝，而且在士大夫中建立良好聲譽和關係，開啟了日後其他傳教士進入中國之門，而且也开创了日后200多年传教士在中国的活动方式：一方面用汉语传播基督教，利玛窦本人更穿著中國士大夫服飾；另一方面用自然科学知识来博取中国人的好感。

#### 西方科學及哲學
利瑪竇的《乾坤體義》是傳教士們第一本關於西方天文學的著作，他初步介紹了托勒密的「九重天說」、亞里士多德的「四元行論」。利瑪竇也製作過天球儀、地球儀、日晷、象限儀、紀限儀等天文儀器，作為禮物送給中國的達官文人。
帶著西學而來的利玛窦開展了晚明以來士大夫學習西學的風氣。由明萬曆至清順治年間，一共有一百五十餘種的西方書籍翻譯成中文。
利玛窦撰写的《天主实录》以及和徐光启等人翻译的欧几里得《几何原本》等书不仅带给中国许多先进的科学知识和哲学思想，而且许多中文词汇，例如点、线、面、平面、曲线、曲面、直角、钝角、锐角、垂线、平行线、对角线、三角形、四边形、多边形、圆心、外切、几何、星期等等辭彙就是由他们创造并沿用至今。

#### 地圖與地球儀
利玛窦制作的世界地图《坤舆万国全图》是中国历史上現存最早有完整經緯線的世界地圖，在中国先后被十二次刻印。而且问世后不久，在江户时代前期也被介绍到了日本。该地图使得日本人传统的崇拜中華的“慕夏”观念因此发生根本性的变化。对日本地理学的发展，有着很重要的影响。北极、南极、地中海、日本海等词汇皆出於此地图。至今，日本仍称17世纪至18世纪的地图为利玛窦系地图。
利瑪竇對當時荷蘭製圖學派成果的掌握主要以奧特里烏斯的《寰宇全圖》、麥卡托父子的世界地圖、普朗修斯於1592年與1594年製作的世界圖與東西兩半球圖為主，其中又尤其深受《寰宇全圖》影響。
利瑪竇親自參與繪製的世界地圖刻本共有六部，現僅存兩部，一是1602年北京版《坤輿萬國全圖》，二是《兩儀玄覽圖》。 利瑪竇所繪地圖目前考證如下：
1. 1584年，在肇慶繪製的第一幅世界地圖。原圖已佚，也見不到摹本。時任應天巡撫的趙可懷曾將此圖刻在蘇州姑蘇驛的石頭上（已不存在），題為《山海輿地圖》。（劉承范《利瑪傳》稱此圖為《大瀛全圖》[19]）
2. 1595~1598年，根據利瑪竇本人記述，在南昌繪製多種世界地圖，如《世界圖誌》、《世界圖記》等。原圖都已佚失，只有《輿地山海全圖》的摹本保存在章潢《圖書編》。
3. 1600年，在南京繪製的《山海輿地全圖》。原圖已佚，但摹本保存在馮應京的《月令廣義》及王圻的《三才圖會》中。
4. 1602年，在北京繪製的《坤輿萬國全圖》。有多種版本保存至今。
5. 1603年，在北京繪製的《兩儀玄覽圖》。有兩幅保存至今。分別收藏於中國遼寧博物館與韓國崇實大學韓國基督教博物館。
6. 約1603-1604年，在北京繪製的地球東西兩半球圖。利瑪竇稱之為「世界輿地兩小圖（ doi mappamondi piccoli）」。此圖原刻本已佚，摹本保存在程百二所編的《方輿勝略》。

利瑪竇製作了中國第一個西洋地球儀來宣傳地圓說 。《明史 · 天文志》卷二十五記載 「萬歷中 ，西洋人利瑪竇制渾儀 、天球 、地球等器 。」

#### 繪畫
利瑪竇是早期將油畫、銅版畫等西洋畫引進中國的傳教士，他在萬曆二十八年（1600年）上書神宗：
謹以天主像一幅，天主母像二幅，天主經一本，珍珠鑲嵌十字架一座，報時鐘二架，萬國圖誌一冊，雅琴一張，奉獻於御前，物雖不腆，然從極西貢來，差足異耳。
其中「天主像一幅，天主母像二幅」即為油畫，而此種基於寫實的西洋畫風使皇帝及大臣們驚訝不已。徐光啟見到聖母畫像深受觸動，如他所說：「入堂宇，觀聖母像一，心神若接，默感潛浮。」，顧啟元在《客座贅語》談到利瑪竇的聖母畫像： 「所畫天主，乃一小兒，一婦人抱之，曰天母。畫以銅板為楨，而塗五彩於上，其貌如生，儼然隱起楨上，臉之凹凸處，正視與生人不殊。人問畫何以致此？答曰『中國畫但畫陽不畫陰，故看之人面軀正平，無凹凸相。吾國畫兼陰與陽寫之，故面有高下，而手臂皆輪圓耳。」
此外值得注意的是，據稱為第一位中國籍的西洋畫畫家游文輝，曾於1610年為利瑪竇作一幅油畫肖像，現存於羅馬耶穌會總會院檔案館，應該是最早中國人所作存世油畫。在對中國畫的影響方面，明代有些本土畫家受西洋畫影響而在人物與肖像畫方面產生了一些新的變化，例如曾鯨等畫家。除肖像畫之外，亦有研究者認為代表文人畫主流的山水畫也受到西畫東漸的影響，如吳彬、樊圻、龔賢、吳歷等居住於南京的山水畫家的作品，在透視和光影處理等方面與西畫有某些近似之處。
在明代製墨大師程君房的木刻版畫作品《程氏墨苑》的第六卷中，有四幅天主教西洋銅版畫「寶像圖」，分別為《信而步海，疑而即沉》、《二徒聞實，即舍虛空》、《淫色穢氣，自速天火》和《天主圖》，是中國美術史上首次中西方圖譜出現在同一本書。這些聖像畫的原圖是在1605年由利瑪竇提供，由中國畫家繪製，前兩幅和第四幅出自安東尼·威爾克斯（Anthony Wierix）的版畫，第三幅出自克里斯賓·德帕斯（Crispin de Pas）之手。利瑪竇為前三幅撰寫圖註，以直觀傳達聖經故事，便於人們理解。

### 關於中國的評價

#### 對中國的讚揚
进入了中国的利玛窦对中华文化非常称赞：除了还没有沐浴“我们神圣的天主教信仰”之外，“中国的伟大乃是举世无双的”“中国不仅是一个王国，中国其实就是一个世界。”他感叹“柏拉图在《理想国》中作为理论叙述的理想，在中国已被付诸实践。”而且他还发现中国人非常博学，“医学、自然科学、数学、天文学都十分精通。”但是他也发现“在中国人之间科学不大成为研究对象。”。
|  | 中国人是最勤劳的人民，而且从以上几章可以很合逻辑地得出结论说，他们中间大部分人机械工艺能力都很强。他们有各种各样的原料，他们又天赋有经商的才能，这两者都是形成机械工艺高度发展的有利因素。 |

|  | 在这样一个几乎具有无数人口和无限幅员的国家，各种物产又极为丰富，虽然他们有装备精良的陆军和海军，很容易征服邻近的国家，但他们的皇上和人民却从未想过要发动侵略战争。他们很满足于自己已有的东西，没有征服的野心。他们和欧洲人很不相同，欧洲人常常不满意自己的政府，并贪求别人所享有的东西。西方国家似乎被最高统治权的念头消耗得精疲力尽，但他们连老祖宗传给他们的东西都保持不住，而中国人却已经保持了达数千年之久。 |

|  | 中国这个古老的帝国以普遍讲究温文有礼而知名于世，这是他们最为重视的五大美德（即仁、义、礼、智、信中译者注）之一，他们的著作中有着详尽的论述。对于他们来说，办事要体谅、尊重和恭敬别人，这构成温文有礼的基础。他们的礼仪那么多，实在浪费了他们大部分的时间。熟悉他们的风俗的人实在感到遗憾，他们为什么不摒弃这种外在的表现，在这方面他们远远超过所有的欧洲人。 |

#### 對中國的批評
利玛窦在晚年的回忆录《利瑪竇中國札記》中又有着不同的记载：
|  | 因为他们不知道地球的大小而又夜郎自大，所以中國人認為所有各國中只有中國值得稱羡。就國家的偉大、政治制度和学术的名氣而論，他们不仅把所有别的民族都看成是野蛮人，而且看成是没有理性的动物。在他们看来，世上没有其他地方的國王、朝代或者文化是值得誇耀的。這種無知使他們越驕傲，而一旦真相大白，他们就越自卑。 |

|  | 中国所熟习的唯一较高深的哲理科学就是道德哲学，但在这方面他们由于引入了错误，似乎非但没有把事情弄明白，反倒弄糊涂了。他们没有逻辑規則的概念，因而处理伦理学的某些教诫时毫不考虑这一课题各个分支相互内在的联系。」「没有人会愿意费劲去钻研数学或医学，结果是几乎没有人献身于研究数学或醫學，除非由于家务或才力平庸的阻挠而不能致力于那些被认为是更高级的研究。钻研数学和医学并不受人尊敬，因为它们不像哲学研究那样受到荣誉的鼓励，学生们因希望着随之而来的荣誉和报酬而被吸引。 |

|  | 大臣們作威作福到这种地步，以致简直没有一个人可以说自己的财产是安全的，人人都整天提心吊膽，唯恐受到诬告而被剥夺他所有的一切。正如这里的人民十分迷信，所以他们也不大关心什么真理，行事总是十分谨慎，难得信任任何人。 |

|  | 中国人把所有的外国人都看做没有知识的野蛮人，并且就用这样的词句来称呼他们。他们甚至不屑从外国人的書裡學習任何東西，因为他们相信只有他们自己才有真正的科学和知識。如果他们偶尔在他们的著述中有提到外国人的地方，他们也会把他们当做好像不容置疑地和森林与原野裡的野兽差不多。 |

### 利玛窦规矩
利玛窦容許中國教徒繼續傳統的祭天、祭祖、祭孔。利玛窦主張以「天主」稱呼基督宗教的「神」（拉丁文：Deus；意即「天地萬物的創造者」）；他認為中國傳統的「天」和「上帝」本質上與天主教所說的「唯一真神」並無分別。而祭祀祖先與孔子，這些只屬追思先人與緬懷哲人的儀式，與信仰並無甚麼干涉；只要不摻入許願、崇拜、祈禱等成分，本質上並沒有違反天主教教義。利玛窦的傳教策略和方式，一直為之後到中國傳教的耶穌會士所遵從，是為「利玛窦規矩」。
康熙时代，道明会传教士为了排挤耶稣会传教士在中国傳教，向教宗申诉利玛窦等人允许中国教徒崇拜祖先，违背了天主教教义。道明会传教士建議教宗派特使到中国晋见康熙帝，要求更改利玛窦规矩以排除容許中國傳統的傳教方式，和康熙争辩。康熙认为「不可理喻」，強令傳教士遵從，否則逐回。此即中国礼仪之争事件。而祭祖敬孔的禁令直到数百年後的1939年12月8日由教宗庇護十二世废除，这也侧面显示出了利玛窦对中国文化的了解。

## 作品

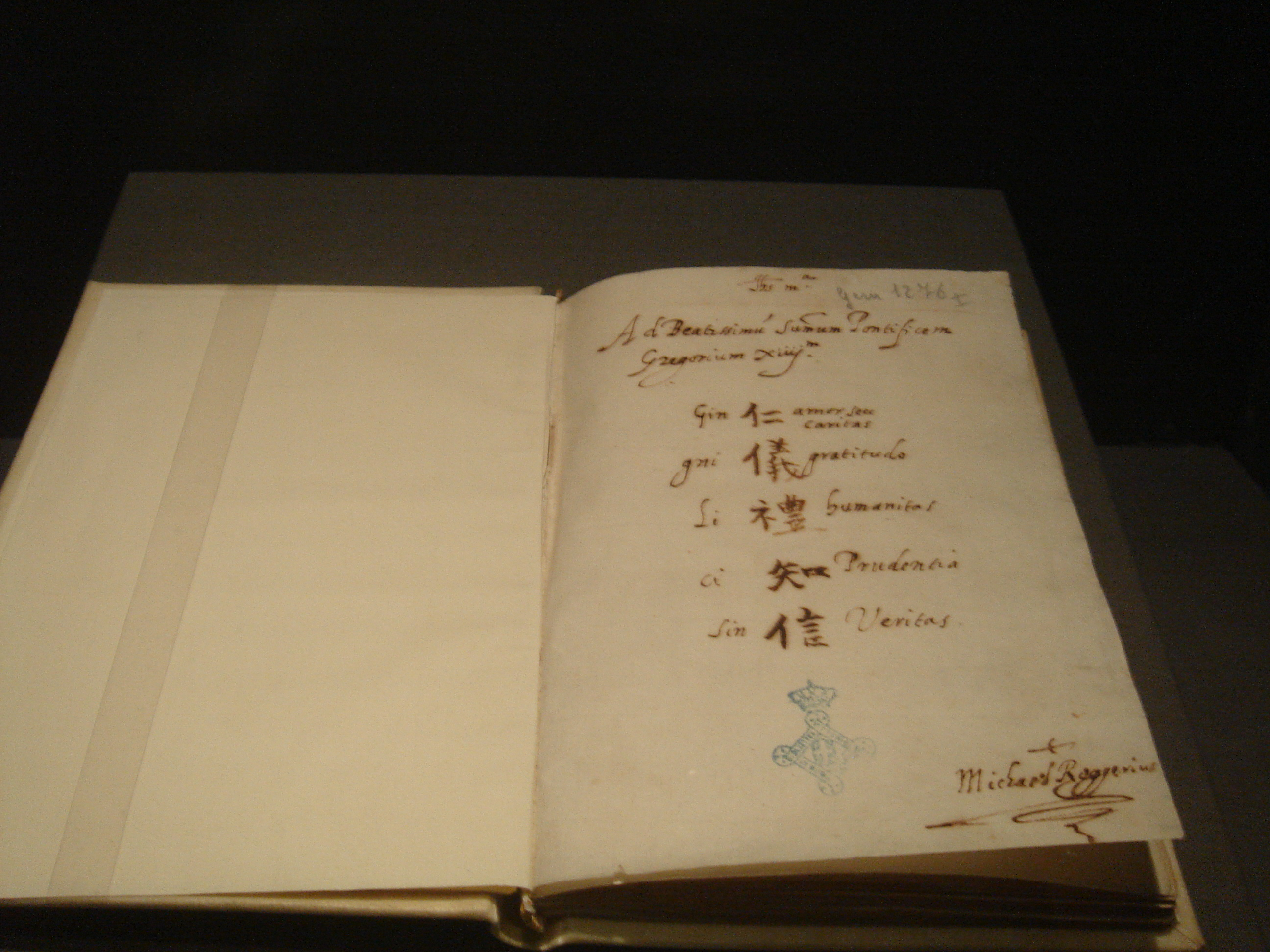
《天主实录》手稿，现藏于罗马国立中央图书馆

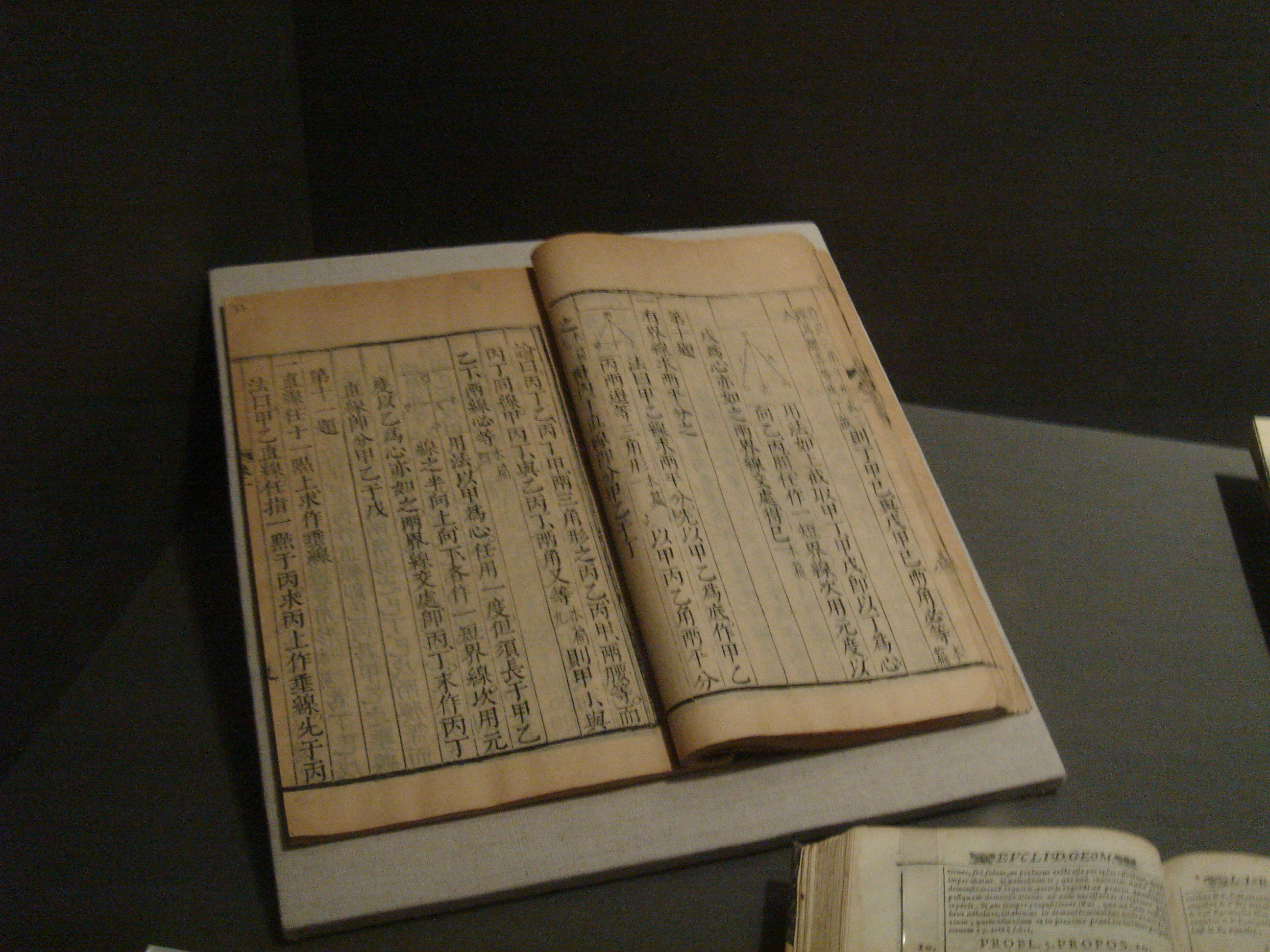
《几何原本》北京印刷书，藏于罗马国立中央图书馆

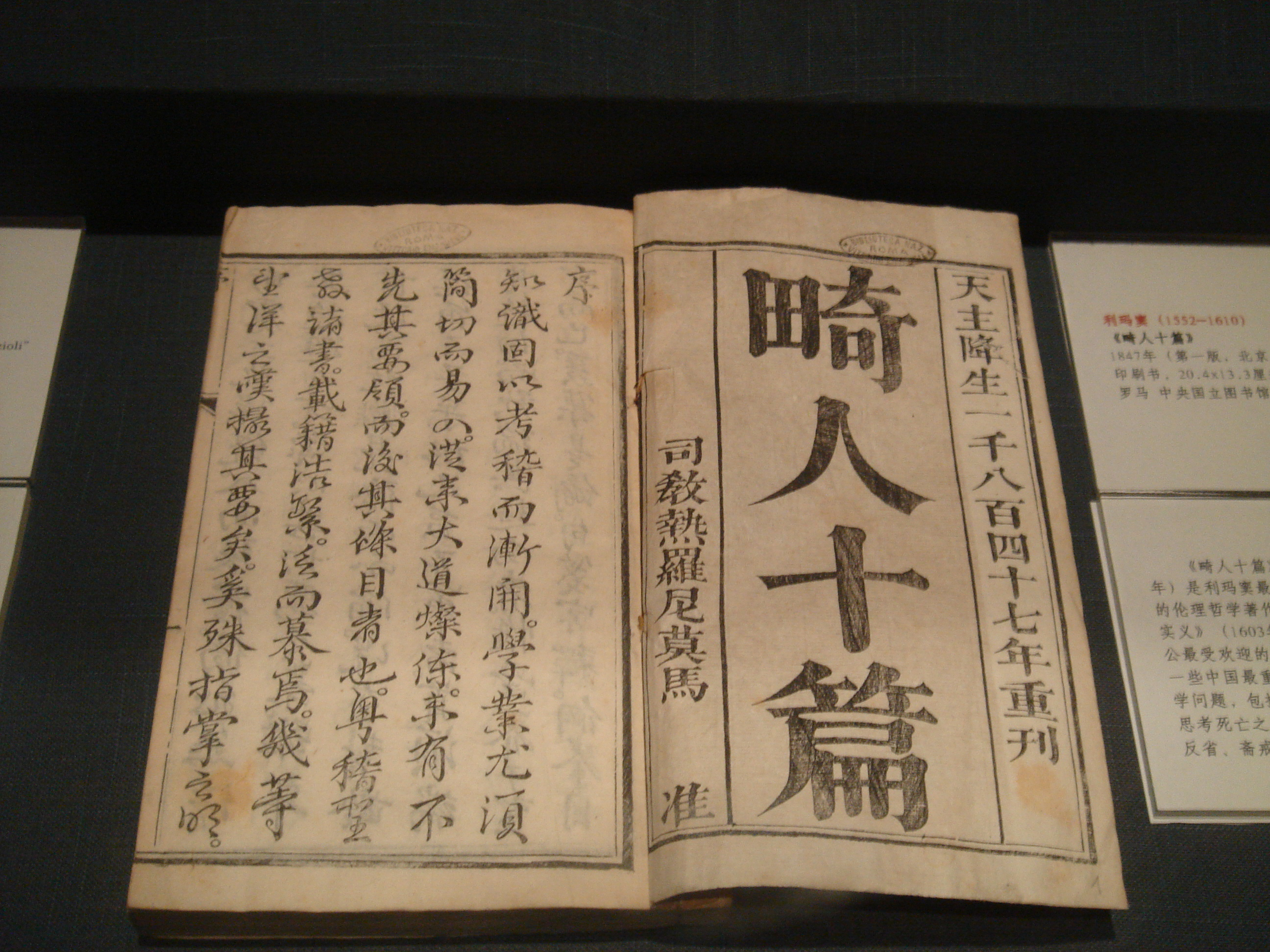
《畸人十篇》北京印刷书，藏于罗马国立中央图书馆

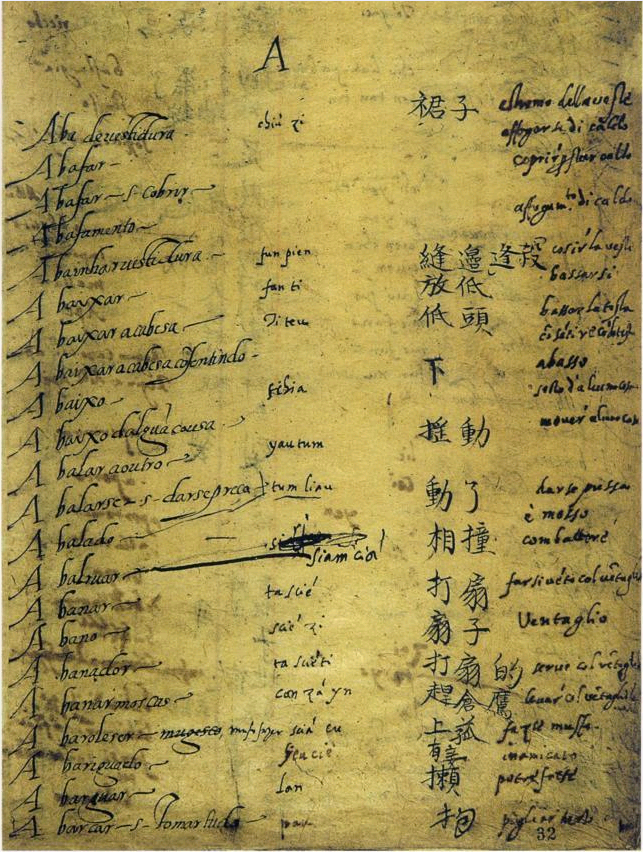
羅明堅、利瑪竇、钟巴相(钟鸣仁)所編的《葡漢辭典》手稿。

- 《天主实录》：利玛窦翻译了罗明坚编《新编西竺国天主实录》。起名为《天主实义》，亦名《天学实录》[31]。这本书第一次系统地向中国人论证了上帝的存在、人的灵魂不朽大异禽兽和死后必有天堂地狱之赏罚，报世人所为善恶的天主教教义。《天主实义》亦是最早把星期制度引进中国的。《天学实义》後來被乾隆皇帝收錄在四庫全書中，並有蒙、滿、朝鮮、越南及日文譯本。
- 《几何原本》(译本)：利玛窦与徐光启合译了欧几里得《几何原本》的前六卷。利玛窦使用《几何原本》是他在罗马学院学习用的课本，由利玛窦的恩师——当时欧洲著名的数学家克拉维乌斯神父整理编纂。克拉维乌斯神父在原本後又增添了两卷注释，总共十五卷。
- 《坤舆万国全图》：世界地图。
- 《西字奇迹》：（今改名《明末罗马字注音文章》），是中国汉字拉丁化道路之始。
- 《二十五言》：该作系从罗马哲学家爱比克泰德的《手册》翻译而出，反映了后期斯多亚派哲学的观点。[32]
- 《畸人十篇》：利玛窦同十位中国士大夫的对话集。
- 《交友论》：收入了古罗马西塞罗入文艺复兴时期人文主义大师爱拉斯谟等人论友谊的格言上百则。也有利玛窦根据他对中国人的思想了解而编写的。这是利玛窦所写的第一部华文著作。
- 《西國記法》：一本介绍利玛窦本人如何能有過目不忘的能力的书。
- 《辯學遺牘》：1635年出版，收錄了利瑪竇以天主教觀點與明末淨土宗袾宏和其門生虞淳熙的佛教觀點交流的信件。
- 《同文算指》：介紹歐洲算術，根據克拉乌維斯所著的《實用算術概論》（Epitome arithmeticae practicae，1583年）譯成。內容由基本四則運算、分數至比例、開方、正弦餘弦等三角幾何。由李之藻筆錄，清朝時錄入四庫全書。
- 《測量法義》：關於應用幾何、測量，由徐光啟筆錄，附《勾股義》。
- 《圜容較義》：李之藻筆錄。
- 《渾蓋通憲圖說》：天文學知識，李之藻筆錄。

此外，他还写过或参与写过《西琴八曲》、《齋旨》、《乾坤體義》等著作。
屏風繪畫《野墅平林圖》據傳為其作品，現藏遼寧省博物館。
利玛窦用意大利文写的日记后经比利时耶稣会士金尼阁整理翻译为拉丁文，出版於1615年，取名《基督教远征中国史》，汉译名为《利玛窦中国札记》。
1910年，汾屠立神父（Pietro Tacchi Venturi）将耶稣会罗马档案馆中发现的利玛窦意大利语原文手稿同其他书稿以题名《利玛窦神父历史著作集》（Opere Storiche del P. Matteo Ricci）刊行，共上下两卷。1942年，德礼贤神父（Pasquale d'Elia）将其编入《利玛窦全集》（Fonti Ricciane）。

## 评价

### 正面评价
长期以来，西方许多人，尤其是天主教徒将他视为令人景仰的，“诱导异教徒皈依”的传教士。而东方却将他视为促进东西方交流的科学家。这种评价主要是因为他向东亚地区传播了西方的几何学、地理学知识，以及人文主义和天主教的观点，同时他又向西方介绍了中国文化。也因此，有人将他视为一位汉学家。徐光启在《刻几何原本序》中阐述利玛窦的学问时说：“顾惟先生之学，略有三种：大者修身事天；小者格物穷理；物理之一端别为象数……而余乃亟传其小者”。
教宗若望保祿二世在《利瑪竇到北京四百週年國際學術研討會致詞》中对利玛窦的评价可以代表天主教会的观点：
|  | 利瑪竇神父最大的貢獻是在「文化交融」的領域上。他以中文精編了一套天主教神學和禮儀術語，使中國人得以認識耶穌基督，讓福音喜訊與教會能在中國文化裡降生……由於利瑪竇神父如此道地的「做中國人中間的中國人」，使他成為大「漢學家」，這是以文化和精神上最深邃的意義來說的，因為他在自己身上把司鐸與學者，天主教徒與東方學家，意大利人和中國人的身份，令人驚嘆地融合在一起。 |

《利玛窦传》一书的日本作者平川佑弘称利玛窦是“人类历史上第一位集欧洲文艺复兴时期的诸种学艺，和中国四书五经等古典学问于一身的巨人。”他还将利玛窦看作是“地球上出现的第一位‘世界公民’（homo universale）”。（中文版序言）
美国《生活》杂志亦将他评为公元第二千年内（1000年－1999年）最有影响力的百名人物中的一员。
2022年12月18日，據圣座《梵蒂岡新聞網》報導，教宗方濟各17日同意將耶穌會士利瑪竇神父宣布為可敬者。教宗還表示，利瑪竇神父“是首批在中國與西方之間搭建友誼橋樑的人之一，在中國的環境中實施了一套基督信仰訊息本地化的模式。這模式至今仍然管用”。

### 负面评价
對於日後康熙帝禁止天主教在华傳教活動，利馬竇的傳教手法亦要負上部份責任。故日本學者中村久次郎在《利玛窦传》一書中說：「以基督教之本義密觀之，利氏之調和法，乃功過相半。」

## 紀念
- 利瑪竇宿舍，又稱利瑪竇堂，是香港大學唯一的天主教男宿舍，1929年由耶穌會建立。
- 新北市天主教輔仁大學的「利瑪竇樓」（耶穌會所有）。
- 在台北[36]、舊金山[37]、巴黎[38]和澳門[39]有「利氏學社」。

### 引用
1. ↑  . 澳门记忆. 2019-01-15.
2. ↑  
.   [2022-12-21]. （原始内容存档于2022-12-21）.
3. ↑  梵蒂冈中国问题委员会告中国天主教友文告 （页面存档备份，存于）（简体中文）
4. ↑  《明史》卷三二六《意大里亚传》载:“至万历九年, 利玛窦始泛海九万里,抵广州之香山澳。”
5. 1 2 3  《历代寓穗名流》 李小松作 南粤出版社出版  ISBN 962.04.0434.3
6. ↑  清黄伯禄编 《正教凤褒》 中华书局 ISBN 7-101-05142-1
7. ↑  汤开建 周孝雷 《明代利玛窦世界地图传播史四题》，《自然科学史研究》第34卷，第3期（2015年）：294-315
8. ↑  Kircheri, Athanasii. . apud Jacobum à Meurs. 1667: p.164.
9. ↑  Zhu, Ying. . Georgia Tech Theses and Dissertations. 2009-11-16: p.241.
10. ↑  陈恒. . 中国科技史杂志. 2012年, (第1期) –中国知网.
11. ↑  顾起元：《客座赘语·利玛窦》记载“利玛窦面晰虬须，深目而睛黄如猫，通中国语。来南京，居正阳门西营中”
12. ↑  金云舟. . 《中国宗教》. 2017, (第10期): p.58 - p.59.
13. ↑  《明史/列傳/第二百十四/外國七》
14. 1 2  张西平. . 中国社会科学出版社. 2020年5月. ISBN 978-7-5203-5910-8.
15. ↑  李紀祥. . 輔仁歷史學報. 20090100, (22 2009.01): 頁47-48.
16. ↑  杨雨蓄. . 文献季刊. 2002年10月, (第4期).
17. ↑  黄时鉴、龚缨晏. . 上海古籍出版社. 2004-9. ISBN 9787532536962.
18. ↑  龚缨晏 、 黄冶辉. . 中国地图出版社；《地图》. 2003年, (05期).
19. ↑  汤开建、周孝雷. . 《自然科学史研究》. 2015年, 第34卷 (第3期): p.295.
20. ↑  刘宝建. . 《紫禁城》. 2006年, (第9期): p.76-81.
21. ↑  [意] 利瑪竇：〈上大明皇帝貢献土物奏 （页面存档备份，存于）〉，朱維錚主編：《利瑪竇中文著譯集》，頁232-233。
22. 1 2  李建民. . 东南文化. 2010年, (06期).
23. ↑  莫小也. . 《文化杂志》 (澳门文化司).
24. ↑  李方红. . 国家博物馆馆刊.
25. ↑  史景遷. . 麥田. 2009.
26. 1 2  翟玉忠《礼之道：中华礼义之学的重建》，中央编译局
27. 1 2  利玛窦谈中国人：骄傲是出于不知道有更好的东西 （页面存档备份，存于）, 凤凰网历史, 2012年03月31日
28. ↑  何兆武 柳卸林，《中国印象：外国名人论中国文化》19～20页，中国人民大学出版社。
29. ↑  何兆武 柳卸林，《中国印象：外国名人论中国文化》58～60页，中国人民大学出版社。
30. ↑  何兆武 柳卸林，《中国印象：外国名人论中国文化》63页，中国人民大学出版社。
31. ↑  肖清和.  (PDF). 《道風：基督教文化評論》第50期. 2019年. （原始内容存档 (PDF)于2021）.
32. ↑  . 北京联合出版公司.
33. ↑  .   [2021-11-27]. （原始内容存档于2021-11-27）.
34. ↑  《徐光启集》上册，第75页，上海古籍出版社1984年版。
35. ↑  
.   [2022-12-21]. （原始内容存档于2022-12-21）.
36. ↑  .   [2010-01-13]. （原始内容存档于2010-04-07）.
37. ↑  .   [2010-01-13]. （原始内容存档于2010-02-27）.
38. ↑  .   [2010-01-13]. （原始内容存档于2020-04-05）.
39. ↑  .   [2010-01-13]. （原始内容存档于2019-05-08）.

## 研究書目
- R.P. Henri Bernard（裴化行）著，管震湖 译：《利瑪竇評傳》（北京：商務印書務，1993）。
- Jonathan D. Spence（史景遷）著，陳恒 等 譯：《利瑪竇的記憶之宮》（上海：上海遠東出版社，2005）。
- 張錯：《利瑪竇入華及其他》（香港：香港城市大學出版社，2002）。
- 徐光台：〈利瑪竇《萬國二圜圖》與馮應京印“doi mappamondi piccoli”考 （页面存档备份，存于）〉。
- 徐光台：〈利瑪竇、李應試與《兩儀玄覽圖》 （页面存档备份，存于）〉。
- 徐光台：〈明末西方《範疇論》重要語詞的傳入與翻譯：從利瑪竇《天主實義》到《名理探》 （页面存档备份，存于）〉。